# اسکی‌ایمیر (احسانیه)
اسکی‌ایمیر (به ترکی استانبولی: Eskieymir) یک منطقهٔ مسکونی در ترکیه است که در احسانیه واقع شده‌است.